# Ashley Heath (Dorset)
Ashley Heath – wieś w Anglii, w hrabstwie Dorset. Leży 45 km na wschód od miasta Dorchester i 142 km na południowy zachód od Londynu. Miejscowość liczy 6171 mieszkańców.